# 北川智博
北川 智博（きたがわ ともひろ、1968年8月28日 - ）は、滋賀県を登録地としていた元競輪選手。日本競輪学校第61期生。

## 来歴
競輪学校時代の在校競走成績は第61位（7勝）。
1988年5月3日、京都向日町競輪場でデビューし6着。初勝利は同年6月19日の甲子園競輪場。
1995年、東京ドームで行われたUCIトラックワールドカップクラシックス（トラックワールドカップ）のスプリントで3位。
1997年、共同通信社杯競輪（花月園競輪場）で決勝8着。
2011年11月4日、小松島競輪場で通算400勝を達成。
2021年7月15日付で現役を引退した。